# Lamprocopa seabrai
Lamprocopa seabrai es una especie de insecto coleóptero de la familia Chrysomelidae.
Fue descrita científicamente en 1951 por Gomez Alves.